# Jake Gardiner
Jake Gardiner (* 4. Juli 1990 in Deephaven, Minnesota) ist ein ehemaliger US-amerikanischer Eishockeyspieler, der im Verlauf seiner aktiven Karriere zwischen 2008 und 2021 unter anderem 678 Spiele für die Toronto Maple Leafs und Carolina Hurricanes in der National Hockey League (NHL) auf der Position des Verteidigers bestritten hat.

## Karriere
Jake Gardiner spielte zunächst von 2005 bis 2008 Eishockey bei den Minnetonka Skippers, der High-School-Mannschaft der Minnetonka High School, im High-School-Ligensystem der Vereinigten Staaten. Während dieser Zeit sammelte er ebenfalls Spielpraxis in der Eishockeymannschaft des Team South West, für welche der Defensivakteur gleicherweise im High-School-Ligensystem aktiv war. In der Saison 2007/08 fungierte Gardiner in der Rolle des Mannschaftskapitäns der Minnetonka Skippers, wobei ihm seine punktbeste Spielzeit an der Minnetonka High School gelang. In 24 Spielen erzielte der US-Amerikaner, der im Verlauf seiner bisherigen Laufbahn vorwiegend als Angriffsspieler agiert hatte, 20 Tore und 28 Assists. Aufgrund seiner überzeugenden Leistungen wurde Gardiner 2008 für die jährlich vergebene Auszeichnung als Minnesota Mr. Hockey nominiert, welche den besten High-School-Spieler des US-Bundesstaates Minnesota würdigt. Für den Gewinn der Auszeichnung reichte es schließlich nicht, diese sicherte sich Offensivverteidiger Aaron Ness. Während dieser Zeit sicherten sich die Anaheim Ducks beim NHL Entry Draft 2008, als sie ihn in der ersten Runde an insgesamt 17. Position auswählten, die Rechte am US-Amerikaner.
Zur Saison 2008/09 entschied sich Gardiner für ein Engagement an der University of Wisconsin–Madison und ging für dessen Eishockeymannschaft, die Wisconsin Badgers, in der Western Collegiate Hockey Association aufs Eis. In seiner Debütsaison war er mit 21 Punkten in 39 Spielen, davon 18 Assists, zweitbester Rookieverteidiger der WCHA und belegte teamintern den dritten Platz unter den Verteidigern der Wisconsin Badgers nach Jamie McBain und Brendan Smith. In der folgenden Spielzeit reduzierte sich seine Punkteausbeute, allerdings erzielte Gardiner zwei seiner sechs Saisontore in Unterzahl und führte die teaminterne Rangliste der Plus/Minus-Bilanz mit einem Wert von +25 an. Für die Saison 2010/11 fungierte er in der Funktion als Assistenzkapitän der Badgers und steigerte seine Punktebilanz im Vergleich zur vorhergehenden Spielzeit deutlich und erzielte in 26 von 41 Saisoneinsätzen mindestens einen Scorerpunkt. Innerhalb der WCHA war der Akteur aus dem US-Bundesstaat Minnesota gemeinsam mit dem Kanadier Chay Genoway, der ebenfalls 31 Torvorlagen verbuchte, erfolgreichster Verteidiger.
Am 9. Februar 2011 gaben die Anaheim Ducks seine Rechte gemeinsam mit Offensivakteur Joffrey Lupul an die Toronto Maple Leafs ab, um den Verteidiger François Beauchemin zu verpflichten. Außerdem erhielten die Leafs ein Viertrunden-Wahlrecht im NHL Entry Draft 2013 von den Kaliforniern. Am 15. März 2011 unterzeichnete Gardiner schließlich einen dreijährigen Einstiegsvertrag in der Organisation der Leafs und wurde anschließend ins Farmteam zu den Toronto Marlies in die American Hockey League geschickt. Für diese gab der Verteidiger kurz darauf sein Profidebüt. Nach Abschluss der Saison erhielt Gardiner eine Nominierung ins WCHA Second All-Star Team. Zur Saison 2011/12 gelang ihm der Sprung in den NHL-Kader der Torontoer. Er absolvierte sein erstes NHL-Spiel am 6. Oktober 2011 gegen die Canadiens de Montréal.
Im Laufe der folgenden Jahre etablierte sich Gardiner im NHL-Aufgebot der Maple Leafs und unterzeichnete daher im Juli 2014 einen neuen Fünfjahresvertrag, der ihm ein Gesamtgehalt von 20,25 Millionen US-Dollar einbringen soll. In der Spielzeit 2017/18 steigerte er seine persönliche Statistik deutlich auf 52 Scorerpunkte aus 82 Spielen. Im Sommer 2019 wurde er sich mit den Leafs nicht über eine Vertragsverlängerung einig, sodass er das Franchise nach über acht Jahren als Free Agent verließ. Im September 2019 unterzeichnete der Abwehrspieler schließlich einen neuen Vierjahresvertrag bei den Carolina Hurricanes, der ihm ein durchschnittliches Jahresgehalt von 4,05 Millionen US-Dollar einbringen soll. Im September 2021 wurde bekannt, dass er aufgrund mehrerer Operationen die gesamte Spielzeit 2021/22 ausfallen soll, was sich aufgrund einer Hüftverletzung sogar auf die Spielzeit 2022/23 ausdehnte. Zugleich lief im Sommer 2023 sein Vertrag in Carolina aus. Er trat danach nicht mehr im professionellen Eishockey in Erscheinung.

### International
Gardiner stand im Aufgebot der US-amerikanischen U20-Nationalmannschaft für die U20-Junioren-Weltmeisterschaft 2010. In sieben Partien verbuchte er drei Torvorlagen und sicherte sich mit den USA nach einem 6:5-Sieg nach Verlängerung im Endspiel gegen Kanada den Turniersieg. Mit der US-amerikanischen A-Nationalmannschaft nahm er an den Weltmeisterschaften der Jahre 2014 und 2015 teil, wobei er bei letzterer mit der Mannschaft die Bronzemedaille gewann.

## Erfolge und Auszeichnungen
- 2009 WCHA All-Rookie Team
- 2011 WCHA Second All-Star Team
- 2012 NHL All-Rookie Team

### International
- 2010 Goldmedaille bei der U20-Junioren-Weltmeisterschaft
- 2015 Bronzemedaille bei der Weltmeisterschaft

## Karrierestatistik
Stand: Ende der Saison 2022/23

### International
Vertrat die USA bei:
- U20-Junioren-Weltmeisterschaft 2010
- Weltmeisterschaft 2014
- Weltmeisterschaft 2015

(Legende zur Spielerstatistik: Sp oder GP = absolvierte Spiele; T oder G = erzielte Tore; V oder A = erzielte Assists; Pkt oder Pts = erzielte Scorerpunkte; SM oder PIM = erhaltene Strafminuten; +/− = Plus/Minus-Bilanz; PP = erzielte Überzahltore; SH = erzielte Unterzahltore; GW = erzielte Siegtore; 1 Play-downs/Relegation; Kursiv: Statistik nicht vollständig)